# Drea de Matteo
Andrea Donna de Matteo (/dreɪ də məˈteɪoʊ/; sinh ngày 19 tháng 1 năm 1972) là một nữ diễn viên người Mỹ.